# Vues des ports de France
Les vues des ports de France sont une série de tableaux réalisés par le peintre français Joseph Vernet entre 1754 et 1765. Commande du roi Louis XV pour promouvoir la marine française, les tableaux représentent les panoramas détaillés de dix ports.

## Historique

### Contexte
Joseph Vernet naît à Avignon en 1714. Il serait formé par les peintres Adrien Manglard et Philippe Sauvan et s'installe à Rome en 1734 pour y étudier le travail des précédents paysagistes et peintres de marines. En Italie, il s'assure un solide réseau international. En particulier, il y fait la connaissance d'Abel-François Poisson de Vandières, futur marquis de Marigny et frère de madame de Pompadour, maîtresse du roi Louis XV. Il rentre en France en 1753.

### Commande
En 1753, Abel-François Poisson de Vandières propose à Louis XV de faire réaliser par Joseph Vernet une série de tableaux illustrant les différents ports de France et glorifiant leurs richesses. Vernet reçoit ainsi commande de 24 tableaux, payés chacun 6 000 livres. Pour chaque tableau, Vernet reçoit un cahier des charges précis ; on lui demande ainsi de représenter au premier plan les activités spécifiques à la région.
Entre 1753 et 1765, Joseph Vernet se déplace dans dix ports : Marseille, Bandol, Toulon, Antibes, Sète, Bordeaux, Bayonne, La Rochelle, Rochefort et Dieppe. Il en réalise au total quinze tableaux, la commande restant inachevée.

### Impact
À leur réalisation, les quinze tableaux sont exposés à Paris au Salon de peinture et de sculpture. Joseph Vernet en fait imprimer de longues descriptions, dans un but didactique. Leur diffusion est assurée à partir de 1758 par une série d'estampes gravées par Charles-Nicolas Cochin et Jacques-Philippe Le Bas ; ces estampes rencontrent un grand succès et sont retirées plusieurs fois.
Après cette commande, Joseph Vernet peut vendre très avantageusement ses marines, « au poids de l'or » si l'on en croit Pierre-Jean Mariette. De fait, la liste de ses commanditaires est aussi variée et internationale que prestigieuse ; elle comprend, entre autres figures célèbres, Catherine II.
En 1791, Jean-François Hue, élève de Vernet, se voit confier la tâche de terminer la série : entre 1792 et 1798, il exécute une série de six tableaux sur le thème des ports de Bretagne.
En 1793, la série des ports de France fait partie des premières œuvres exposées dans le nouveau museum central des arts, futur musée du Louvre. Néanmoins, entre 1803 et 1820, les Ports sont exposées au musée du Luxembourg.
En 1943, le secrétaire d'état à la Marine demande l'attribution des tableaux au musée national de la Marine. Treize y sont attribués, les deux derniers restant au Louvre. En 2015, la dernière exposition complète de la série date de 1976.

## Tableaux
Les 15 tableaux sont des peintures à l'huile sur toile, de dimensions identiques : 165 cm de hauteur sur 263 cm de longueur. 13 sont conservées au musée national de la Marine, à Paris ; les deux dernières sont exposées au musée du Louvre.
| Ville       | Titre                                                                             | Année | Dimensions (H×L, cm) | Collection                  | Illustration |
| ----------- | --------------------------------------------------------------------------------- | ----- | -------------------- | --------------------------- | ------------ |
| Marseille   | L'Entrée du port de Marseille                                                     | 1754  | 165×265              | Musée du Louvre             |              |
| Marseille   | L’Intérieur du port de Marseille, vu du Pavillon de l’Horloge du Parc             | 1754  | 165×263              | Musée national de la Marine |              |
| Bandol      | La Madrague ou la Pêche du thon. Cet aspect est pris dans le golfe de Bandol      | 1755  | 165×263              | Musée national de la Marine |              |
| Toulon      | Le Port neuf ou l'Arsenal de Toulon, pris dans l'angle du Parc d'Artillerie       | 1755  | 165×263              | Musée national de la Marine |              |
| Toulon      | La Ville et la rade de Toulon                                                     | 1756  | 165×263              | Musée du Louvre             |              |
| Toulon      | Le Port vieux de Toulon. La vue en est prise du côté des magasins aux vivres      | 1756  | 165×263              | Musée national de la Marine |              |
| Antibes     | Le Port d'Antibes en Provence, vu du côté de la terre                             | 1756  | 165×263              | Musée national de la Marine |              |
| Sète        | Vue du port de Cette, en Languedoc                                                | 1757  | 165×263              | Musée national de la Marine |              |
| Bordeaux    | Vue d'une partie de port et de la ville de Bordeaux, prise du côté des Salinières | 1759  | 165×263              | Musée national de la Marine |              |
| Bordeaux    | Vue du port de Bordeaux, prise du château Trompette                               | 1759  | 165×263              | Musée national de la Marine |              |
| Bayonne     | Vue de Bayonne, prise à mi-côte sur le Glacis de la Citadelle                     | 1760  | 165×263              | Musée national de la Marine |              |
| Bayonne     | Vue de Bayonne, prise de l'allée des Boufflers, près de la porte de Mousserole    | 1761  | 165×263              | Musée national de la Marine |              |
| La Rochelle | Vue du port de La Rochelle, prise de la petite Rive                               | 1762  | 165×263              | Musée national de la Marine |              |
| Rochefort   | Vue du port de Rochefort, prise du Magasin des Colonies                           | 1762  | 165×263              | Musée national de la Marine |              |
| Dieppe      | Vue du port de Dieppe                                                             | 1765  | 165×263              | Musée national de la Marine |              |